# Медведев, Александр Никифорович
Александр Никифорович Медведев (15 декабря 1923, Оренбургский уезд, Оренбургская губерния — 24 июня 1986, Оренбургская область) — разведчик 343-й отдельной разведывательной роты (273-я стрелковая дивизия, 6-я армия, 1-й Украинский фронт), рядовой. Полный кавалер Ордена Славы.

## Биография
Родился в селе Варваринка Оренбургского уезда Оренбургской губернии (в настоящее время Тюльганский район Оренбургской области).
В 1935 году окончил 4 класса школы. Работал в колхозе.
В апреле 1942 года Троицким райвоенкоматом Чкаловской области был призван в ряды Красной армии. На фронтах Великой Отечественной войны с июля 1942 года.
Приказом по 273-й дивизии от 23 февраля 1944 года за мужество и героизм в боях против немецко фашистских захватчиков и участие в захвате контрольного пленного в районе деревни Александровка Полесской области 21—22 февраля красноармеец Медведев был награждён медалью «За отвагу».
В ночь 6—7 июня 1944 года красноармеец Медведев в составе группы разведчиков был в составе группы по захвату контрольного пленного в районе посёлка Торчин. Активно поддерживал группу огнём из автомата, в броске обезоружил часового и предостерёг группу от последствий и возможных потерь. Приказом по 273-й стрелковой дивизии от 17 июня 1944 года он был награждён орденом Славы 3-й степени.
В ходе преследования противника в районе населённого пункта Суходолы в Люблинском воеводстве Польши красноармеец Медведев, обходя колонну противника, напал на неё и захватил 2-х солдат и одного унтер-офицера. Он, лично брошенными им гранатами, уничтожил 3-х солдат противника и захватил в плен одного солдата и унтер-офицера. Медведев был представлен к награждению орденом Красной Звезды. Приказом по 273-й стрелковой дивизии он повторно был награждён орденом Славы 3-й степени. Указом Президиума Верховного Совета СССР от 20 декабря 1951 года он был перенаграждён орденом Славы 1-й степени.
Приказом по 273-й дивизии от 30 ноября 1944 года за мужество и героизм в боях против немецко фашистских захватчиков и действия в составе группы прикрытия разведгруппы 22 ноября, подавление огневой точки противника и спасение двух тяжелораненых разведчиков красноармеец Медведев был награждён второй медалью «За отвагу».
В ночь на 1 апреля 1945 года красноармеец Медведев находился в составе группы захвата в районе города Бреслау (Вроцлав в Польше) для захвата контрольного пленного. Достигнув траншеи Медведев обнаружил блиндаж противника. Сняв часового, он бросил в дверь блиндажа, в котором были 15 солдат противника, противотанковую гранату, уничтожив блиндаж. Захваченный пленный дал ценные сведения о противнике. Медведев был представлен к награждению орденом Красной Звезды. Приказом по 6-й армии от 8 мая 1945 года он был награждён орденом Славы 2-й степени.
В ноябре 1945 года красноармеец Медведев был демобилизован. Жил в посёлке Тюльган затем в селе Троицкое. Работал в колхозе.
В ознаменование 40-летия Победы в 1985 году он был награждён орденом Отечественной войны 1-й степени.
Скончался 24 июня 1986 года, похоронен в селе Троицкое.